# Zöldessárga nedűgomba
A zöldessárga nedűgomba (Hygrocybe chlorophana) a csigagombafélék családjába tartozó, Eurázsiában és Észak-Amerikában honos, gyepekben, legelőkön élő, nem ehető gombafaj. 

## Megjelenése
A zöldessárga nedűgomba kalapja 2-4 cm széles, fiatalon félgömb alakú, majd domború, idősen középen széles púppal kiterül. Felszíne ragadós-nyálkás, széle áttetszően bordás. Színe citromsárga, kanárisárga, néha narancsos-pirosas árnyalattal, ami leginkább a közepén megfigyelhető.
Húsa vékony, törékeny, vizenyős; színe világossárga, a kalapbőr alatt kicsit sötétebb. Szaga és íze nem jellegzetes. 
Kissé ritkás, széles lemezei felkanyarodók, sok a féllemez. Színük fiatalon gyakran fehéres, később citromsárga. 
Tönkje 5-7 cm magas és 0,2-0,5 cm vastag. Alakja karcsú, hengeres, néha lapított, finom árok lehet rajta. Felszíne nyálkás, sima. Színe a kalapéval megegyezik.
Spórapora fehér. Spórája szélesen elliptikus, sima, inamiloid, mérete 6,5-9 x 4,5-6 µm. 

### Hasonló fajok
A viaszsárga nedűgomba és az enyvestönkű nedűgomba hasonlít hozzá.

## Elterjedése és termőhelye
Eurázsiában és Észak-Amerikában honos. Magyarországon ritka. 
Rövid füvű, műtrágyázatlan, nedves talajú gyepek, legelők lakója, a korhadó növényi maradványokat bontja, de feltehetően szimbionta kapcsolatba lép egyes mohafajokkal is. Nyár végétől késő őszig terem. 

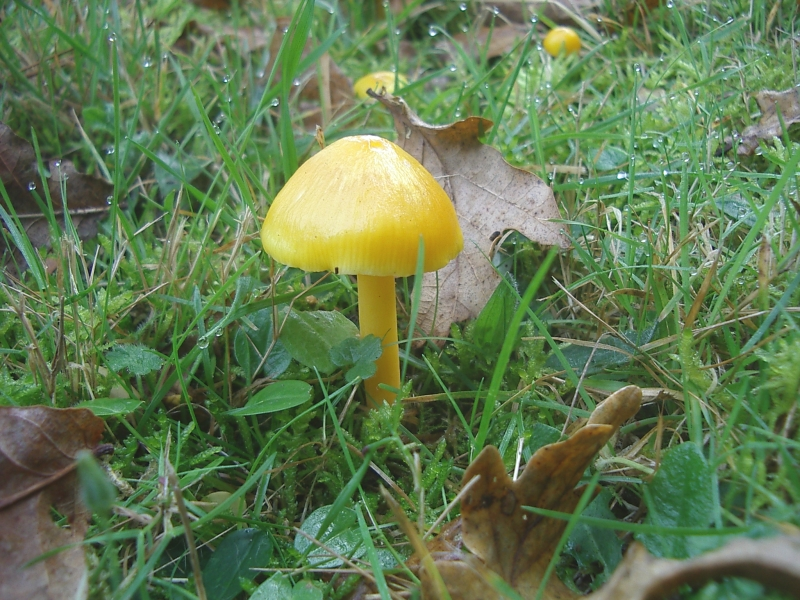
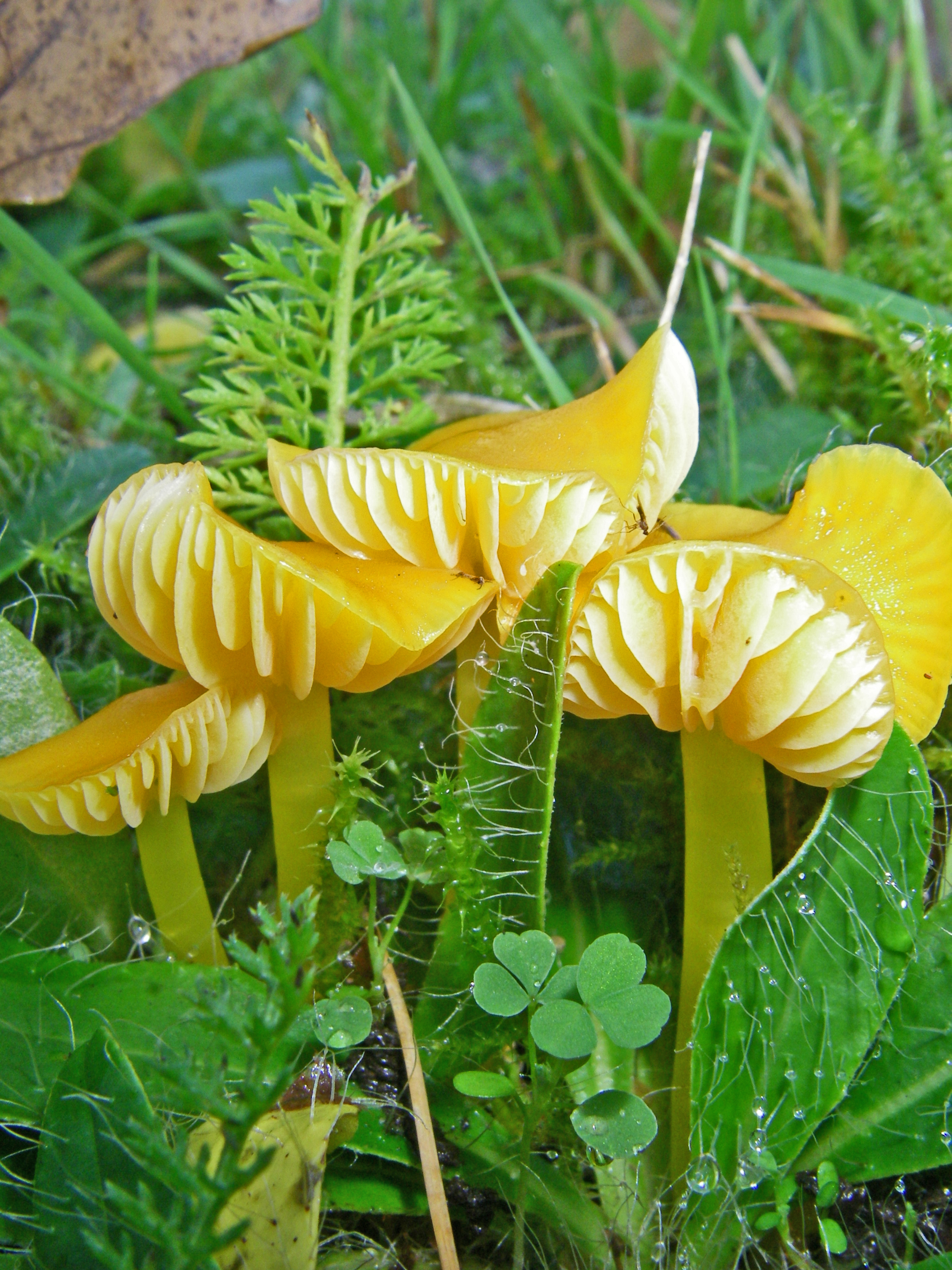
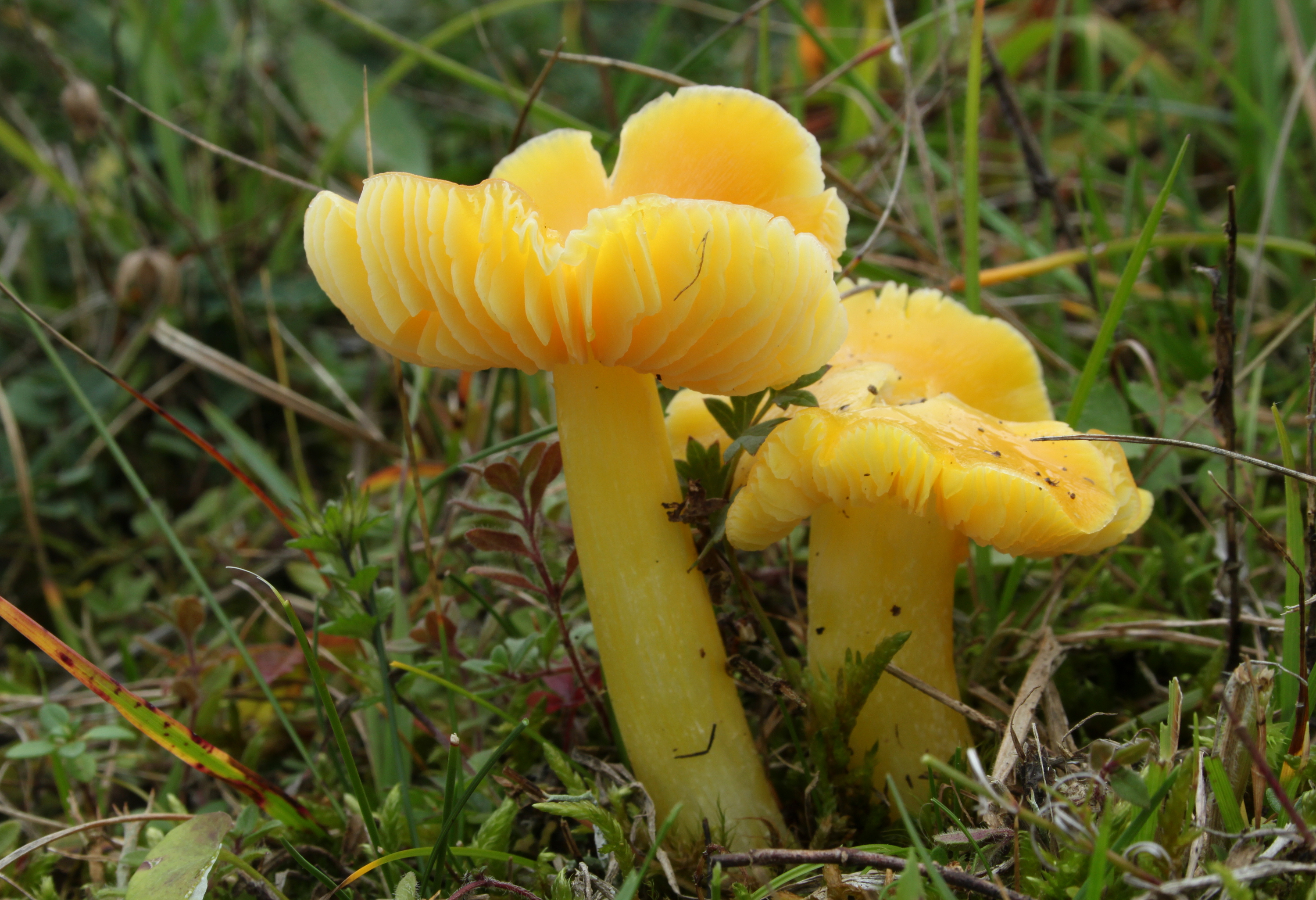
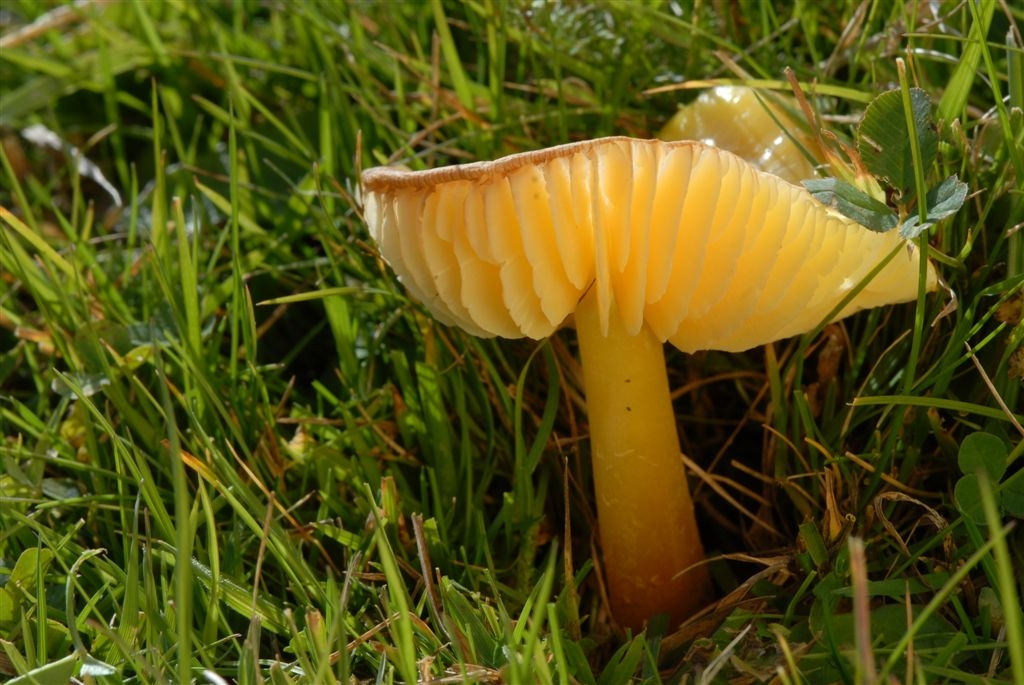
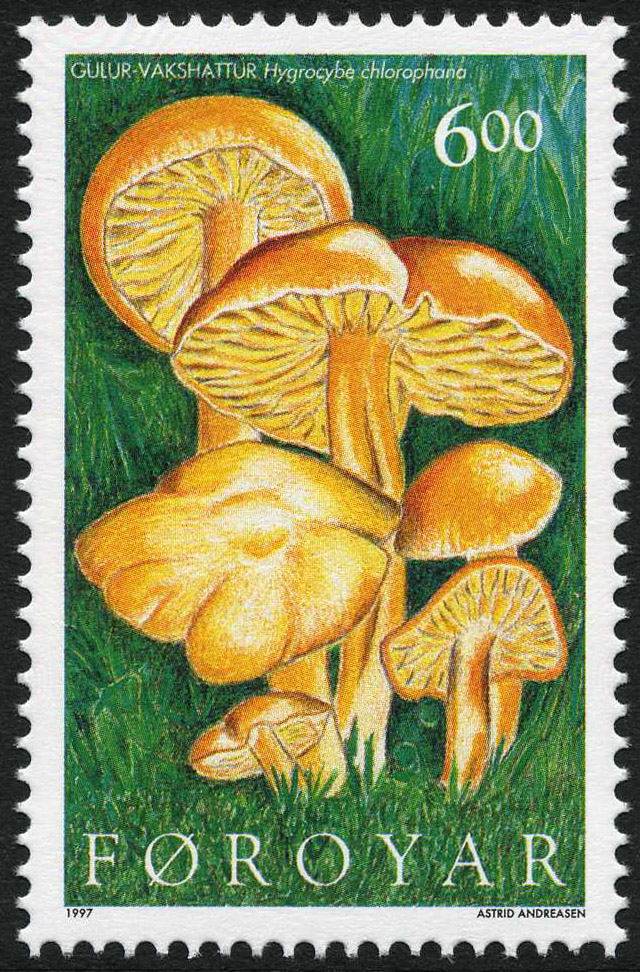

Nem ehető.